# Dwayne De Rosario
Dwayne Anthony De Rosario (Scarborough, Ontario, 15 de mayo de 1978) es un exfutbolista canadiense, de ascendencia guyanesa. Jugaba de mediocampista por las bandas o delantero extremo. Tras quedar libre en diciembre de 2014 del Toronto FC de la MLS, decidió retirarse a principios del 2015.

## Selección nacional
Fue internacional con la Selección de fútbol de Canadá en 81 ocasiones, marcó 22 goles y es el actual goleador histórico de su país. Disputó su primer partido con la selección mayor en 1998 ante la República de Macedonia. También ha sido internacional con la selección Sub-20 y Sub-22.

### Participaciones en la Copa de Oro de la Concacaf
| Copa                            | Sede           | Resultado     |
| ------------------------------- | -------------- | ------------- |
| Copa de Oro de la Concacaf 2000 | Estados Unidos | Campeón       |
| Copa de Oro de la Concacaf 2002 | Estados Unidos | Tercer puesto |
| Copa de Oro de la Concacaf 2005 | Estados Unidos | Primera fase  |
| Copa de Oro de la Concacaf 2007 | Estados Unidos | Semifinales   |
| Copa de Oro de la Concacaf 2011 | Estados Unidos | Primera fase  |

### Participaciones en la Copa FIFA Confederaciones
| Copa                           | Sede  | Resultado    |
| ------------------------------ | ----- | ------------ |
| Copa FIFA Confederaciones 2001 | Japón | Primera fase |

## Clubes
| Club                 | País           | Año       | Partidos | Goles |
| -------------------- | -------------- | --------- | -------- | ----- |
| Toronto Lynx         | Canadá         | 1997      | 7        | 3     |
| FSV Zwickau          | Alemania       | 1997-1999 | 12       | 1     |
| Richmond Kickers     | Estados Unidos | 1999-2000 | 35       | 17    |
| San Jose Earthquakes | Estados Unidos | 2001-2005 | 108      | 27    |
| Houston Dynamo       | Estados Unidos | 2006-2008 | 78       | 24    |
| Toronto FC           | Canadá         | 2009-2011 | 57       | 27    |
| New York Red Bulls   | Estados Unidos | 2011      | 13       | 2     |
| D.C. United          | Estados Unidos | 2011-2013 | 68       | 23    |
| Toronto FC           | Canadá         | 2014      | 19       | 1     |

## Palmarés

### Campeonatos nacionales
| Título                          | Club                 | País           | Año  |
| ------------------------------- | -------------------- | -------------- | ---- |
| MLS Cup                         | San Jose Earthquakes | Estados Unidos | 2001 |
| MLS Cup                         | San Jose Earthquakes | Estados Unidos | 2003 |
| MLS Supporters' Shield          | San Jose Earthquakes | Estados Unidos | 2005 |
| MLS Cup                         | Houston Dynamo       | Estados Unidos | 2006 |
| MLS Cup                         | Houston Dynamo       | Estados Unidos | 2007 |
| Campeonato Canadiense de Fútbol | Toronto FC           | Canadá         | 2009 |
| Campeonato Canadiense de Fútbol | Toronto FC           | Canadá         | 2010 |
| Lamar Hunt U.S. Open Cup        | D.C. United          | Estados Unidos | 2013 |

### Copas internacionales
| Título                           | Club                       | País           | Año  |
| -------------------------------- | -------------------------- | -------------- | ---- |
| Campeonato Sub-20 de la Concacaf | Selección de Canadá Sub-20 | México         | 1996 |
| Copa de Oro de la Concacaf       | Selección de Canadá        | Estados Unidos | 2000 |

(*) Incluyendo la selección

### Distinciones individuales
| Distinción                                      | Año  |
| ----------------------------------------------- | ---- |
| Jugador Más Valioso de la Major League Soccer   | 2011 |
| Máximo anotador y ganador Bota de Oro en la MLS | 2011 |
| Gol del año en la MLS                           | 2005 |
| Gol del año en la MLS                           | 2004 |

| Predecesor: David Ferreira | Jugador Más Valioso de la Major League Soccer 2011 | Sucesor: Chris Wondolowski |